# Chelyocarpus dianeurus
Chelyocarpus dianeurus är en enhjärtbladig växtart som först beskrevs av Karl Ewald Maximilian Burret, och fick sitt nu gällande namn av Harold Emery Moore. Chelyocarpus dianeurus ingår i släktet Chelyocarpus och familjen Arecaceae. IUCN kategoriserar arten globalt som nära hotad.
Artens utbredningsområde är Colombia. Inga underarter finns listade i Catalogue of Life.